# Nea Propontida
Nea Propontida (tiếng Hy Lạp: ?) là một khu tự quản ở vùng Trung Makedonías, Hy Lạp. Khu tự quản Nea Propontida có diện tích 372 km², dân số theo điều tra ngày 18 tháng 3 năm 2001 là 30397 người.